# Яжбахтино
Яжбахтино — село в Киясовском районе Удмуртии, входит в Первомайское сельское поселение.

## География
Находится на реке Яжбахтинка в 10 км к северо-востоку от Киясово и в 51 км к югу от центра Ижевска.
Рядом с селом проходит автодорога Киясово – Сарапул.

## Население
| 2010 | 2012 |
| ---- | ---- |
| 129  | ↘30  |